# Micropterix carthaginiensis
Micropterix carthaginiensis là một loài bướm đêm thuộc họ Micropterigidae. Nó được Heath miêu tả năm 1986. It is only kwown from Tunisia, ở đó nó occurs in the marshland on miền nam shore of Garaet Achkel và at the type locality Djebel Bou Kournine.